# قرار مجلس الأمن التابع للأمم المتحدة رقم 297
قرار مجلس الأمن التابع للأمم المتحدة رقم 297، الذي اعتمد بالإجماع في 15 ستمبر 1971، بعد النظر في طلب قطر للانضمام إلى عضوية الأمم المتحدة، أوصى المجلس الجمعية العامة بقبول قطر.